# Чёрный эрезус
Чёрный эрезус, или чёрная толстоголо́вка (лат. Eresus kollari) — вид пауков из семейства Eresidae. Широко распространён в Палеарктическом регионе — от Испании до Центральной Азии и Новосибирской области. Занесён в Красную книгу Рязанской области в категории редких видов.
В Англии в период с 1816 по 1906 годы было обнаружено всего семь особей этого вида, что свидетельствует о том, что он там полностью исчез.

## Образ жизни
Ведёт норный образ жизни, заселяя норы жуков, трещины и пустоты под камнями. Покидают укрытие только молодые особи на стадии расселения и половозрелые самцы при поиске. Рацион представлен преимущественно насекомыми, также охотятся на многоножек, сольпуг, скорпионов, пауков, мокриц, молодых ящериц. Остатки пищи выбрасывают из норки, либо помещают в специальный отнорок.

## Размножение и развитие
По данным, полученным на материале узбекистанских популяций, в природе общая продолжительность жизни самок — 1,5 года, самцов — около 8,5 месяцев; половозрелые стадии живут порядка 100 и 50 дней соответственно. В лабораторных условиях половозрелые самки способны жить до 2,5 лет и более.
Достигшие половой зрелости самцы
покидают норки и отправляются на поиски самки. Во время ухаживания, которое в некоторых случаях длится несколько часов, самец совершает своеобразный танец и выделяет белковую жидкость, вызывающую у самки каталептическое состояние, после чего с помощью педипальп переносит семенную жидкость в её половые отверстия. Если во время ухаживания поблизости оказывается несколько самцов, между ними завязывается схватка. После осеменения самец до двух месяцев живёт в норке самки. Позже самка изготавливает кокон, в котором может находиться до восьмидесяти яиц, и вплетает в него для маскировки шкурки насекомых, обломки травинок и листья, после чего в течение некоторого времени охраняет его, днём грея на солнце, а на ночь унося в нору. В дальнейшем, когда приходит время появления потомства на свет, она заплетает паутиной вход в нору и погибает.
В ходе постэмбрионального развития самцы и самки проходят соответственно 7 и 11 нимфальных стадий. До первой линьки нимфы развиваются внутри кокона. После выхода наружу они проводят несколько дней прикрепившись к спинной стороне брюшка мертвой самки и питаясь её гемолимфой. Расселение происходит после третьей линьки, причём потомство редко уходит от норки материнской особи больше чем на 5—10 м. 

## Ядовитость
Укус Эрезуса чёрного вызывает крайне неприятные ощущения. В момент укуса чувствуется резкая боль, затем быстро наступает онемение. После этого в области укуса от 2-х до 6-и дней наблюдается скованность в движении и боль при надавливании.